# Pierre Vandervoort
Pierre Vandervoort (Schaarbeek, 1891 - Marcinelle, 1946) was een Belgisch architect uit het interbellum.  Vlak na de Eerste Wereldoorlog kreeg hij een aanstelling als gemeentelijk architect in zijn toenmalige woonplaats Koksijde. Later was hij woonachtig en werkzaam in Nieuwpoort.  Zijn realisaties zijn voorbeelden van het modernisme en de nieuwe zakelijkheid.
Hij was bevriend met heel wat kunstenaars van de kust, zoals Carol Deutsch, Léon Spilliaert, Henri Storck, Constant Permeke en James Ensor.

## Realisaties
Hij was de architect van onder meer:
- "De Vier Winden", het woonhuis en atelier van Constant Permeke in Jabbeke, 1928
- De Sint-Bernarduskerk in Nieuwpoort-Bad, 1923 (na oorlogsschade herbouwd 1947)
- Het oud Gemeentehuis van Oostduinkerke
- Het Gedenkteken voor de militaire en burgerlijke oorlogsslachtoffers (samen met beeldhouwer Oscar Jespers) in Oostduinkerke, 1924.
- Villa Rosa, Portiekenlaan 14, Westende
- Winkelpand Stork-Hertoge (schoenen)(Adolf Buylstraat, Oostende)(verdwenen)
- Winkelpand boekhandel Mathieu Corman (Adolf Buylstraat, Oostende)(verdwenen)
- Winkelpand Pelsen Deutsch (Kapellestraat, Oostende) (gebombardeerd 1940)

## Trivia
- Hij fungeerde als regieassistent bij de opnamen van Strandidylle van Henri Storck (1931).
- Samen met Storck en Ensor stichtte hij de Club Cinema in Oostende.